# Natação no Campeonato Europeu de Esportes Aquáticos de 2016 - 4x200 m livre masculino
A prova do revezamento 4x200 metros livre masculino da natação no Campeonato Europeu de Esportes Aquáticos de 2016 ocorreu no dia 21 de maio em Londres, no Reino Unido. 

## Calendário
| Fase          | Data       | Hora  |
| ------------- | ---------- | ----- |
| Eliminatórias | 21 de maio | 09:47 |
| Final         | 21 de maio | 18:03 |

Todos os horários estão no horário local (UTC+0)

## Recordes
Antes desta competição, os recordes eram os seguintes:
| Recorde mundial       | Estados Unidos | 6:58.55 | Roma      | 31 de julho de 2009  |
| Recorde europeu       | Rússia         | 6:59.15 | Roma      | 31 de julho de 2009  |
| Recorde do campeonato | Rússia         | 7:06.71 | Budapeste | 14 de agosto de 2010 |

## Medalhistas
| Ouro                                                                                     | Prata                                                                          | Bronze                                                                            |
| Países Baixos · Dion Dreesens · Maarten Brzoskowski · Kyle Stolk · Sebastiaan Verschuren | Bélgica · Louis Croenen · Glenn Surgeloose · Dieter Dekoninck · Pieter Timmers | Itália · Andrea Mitchell D'Arrigo · Filippo Magnini · Luca Dotto · Gabriele Detti |

## Resultados

### Eliminatórias
Esses foram os resultados das eliminatórias. 
| Pos. | Bateria | Raia | Nacionalidade | Nadadores | Tempo   | Notas |
| ---- | ------- | ---- | ------------- | --- | ------- | ----- |
| 1    | 2       | 3    | Hungria       | Ádám Telegdy (1:49.31) Gergő Kis (1:48.50) Péter Bernek (1:47.40) Dominik Kozma (1:47.25)                     | 7:12.46 | Q     |
| 2    | 2       | 5    | Reino Unido   | Stephen Milne (1:48.45) Ieuan Lloyd (1:48.57) Daniel Wallace (1:49.14) Duncan Scott (1:47.52)                 | 7:13.68 | Q     |
| 3    | 1       | 7    | França        | Jérémy Stravius (1:48.22) Jordan Pothain (1:48.70) Yannick Agnel (1:48.28) Lorys Bourelly (1:48.63)           | 7:13.83 | Q     |
| 4    | 1       | 8    | Bélgica       | Dieter Dekoninck (1:49.19) Lorenz Weiremans (1:49.06) Louis Croenen (1:48.64) Glenn Surgeloose (1:47.08)      | 7:13.97 | Q     |
| 5    | 1       | 6    | Países Baixos | Dion Dreesens (1:46.93) Ben Schwietert (1:49.05) Joost Reijns (1:49.95) Kyle Stolk (1:48.14)                  | 7:14.07 | Q     |
| 6    | 2       | 2    | Itália        | Andrea Mitchell D'Arrigo (1:48.19) Filippo Megli (1:49.50) Jonathan Boffa (1:49.14) Filippo Magnini (1:47.51) | 7:14.34 | Q     |
| 7    | 2       | 7    | Polónia       | Jan Świtkowski (1:48.48) Kacper Klich (1:48.98) Kacper Majchrzak (1:47.84) Wojciech Wojdak (1:50.61)          | 7:15.91 | Q     |
| 8    | 2       | 1    | Israel        | Tom Kremer (1:48.85) Alexi Konovalov (1:49.64) Ido Haber (1:48.97) David Gamburg (1:48.79)                    | 7:16.25 | Q     |
| 9    | 2       | 4    | Suécia        | Adam Paulsson (1:49.75) Isak Eliasson (1:48.30) Christoffer Carlsen (1:48.41) Victor Johansson (1:49.86)      | 7:16.32 |       |
| 10   | 2       | 0    | Espanha       | Marc Sanchez Torrens (1:49.35) Víctor Martín (1:48.41) Albert Puig (1:48.23) Eduardo Solaeche (1:51.18)       | 7:17.17 |       |
| 11   | 1       | 5    | Sérvia        | Velimir Stjepanović (1:46.74) Uroš Nikolić (1:50.20) Stefan Šorak (1:49.82) Andrej Barna (1:50.60)            | 7:17.36 |       |
| 12   | 1       | 1    | Suíça         | Alexandre Haldemann (1:49.55) Nils Liess (1:49.44) Jérémy Desplanches (1:49.96) Aleksi Schmid (1:51.52)       | 7:20.47 |       |
| 13   | 2       | 6    | Áustria       | Felix Auboeck (1:49.45) David Brandl (1:49.16) Sebastian Steffan (1:52.18) Heiko Gigler (1:52.10)             | 7:22.89 |       |
| 14   | 1       | 3    | Turquia       | Nezir Karap (1:51.04) Doğa Çelik (1:50.39) Kaan Özcan (1:51.10) Ergecan Gezmiş (1:51.05)                      | 7:23.58 |       |
| 15   | 2       | 8    | Eslovênia     | Anže Tavčar (1:50.36) Martin Bau (1:50.96) Robert Žbogar (1:51.25) Grega Popović (1:52.02)                    | 7:24.59 |       |
| 16   | 1       | 4    | Noruega       | Henrik Christiansen (1:50.25) Markus Lie (1:51.29) Truls Wigdel (1:52.21) Sindri Jakobsson (1:53.97)          | 7:27.72 |       |
| 17   | 1       | 2    | Estónia       | Kregor Zirk (1:51.27) Andri Aedma (1:54.43) Karl Luht (1:54.55) Martin Liivamägi (1:52.93)                    | 7:33.18 |       |

### Final
Esse foi o resultado da final. 
| Pos.              | Raia | Nacionalidade | Nadadores                                                                                                  | Tempo   | Notas |
| ----------------- | ---- | ------------- | --- | ------- | ----- |
| Medalha de ouro   | 2    | Países Baixos | Dion Dreesens (1:47.92) Maarten Brzoskowski (1:46.55) Kyle Stolk (1:47.88) Sebastiaan Verschuren (1:45.47) | 7:07.82 |       |
| Medalha de prata  | 6    | Bélgica       | Louis Croenen (1:48.47) Glenn Surgeloose (1:46.12) Dieter Dekoninck (1:47.70) Pieter Timmers (1:45.99)     | 7:08.28 |       |
| Medalha de bronze | 7    | Itália        | Andrea Mitchell D'Arrigo (1:47.57) Filippo Magnini (1:47.82) Luca Dotto (1:47.52) Gabriele Detti (1:45.39) | 7:08.30 |       |
| 4                 | 1    | Polónia       | Jan Świtkowski (1:47.43) Paweł Korzeniowski (1:47.46) Kacper Klich (1:47.82) Kacper Majchrzak (1:45.60)    | 7:08.31 |       |
| 5                 | 3    | França        | Lorys Bourelly (1:49.38) Yannick Agnel (1:46.25) Jordan Pothain (1:47.15) Jérémy Stravius (1:46.40)        | 7:09.18 |       |
| 6                 | 5    | Reino Unido   | Robert Renwick (1:48.72) James Guy (1:45.64) Stephen Milne (1:48.57) Duncan Scott (1:47.80)                | 7:10.73 |       |
| 7                 | 4    | Hungria       | Dominik Kozma (1:48.30) Gergő Kis (1:49.06) Ádám Telegdy (1:48.71) Péter Bernek (1:46.92)                  | 7:12.99 |       |
| 8                 | 8    | Israel        | Tom Kremer (1:48.66) Alexi Konovalov (1:49.03) Ido Haber (1:49.98) David Gamburg (1:49.15)                 | 7:16.82 |       |

Legenda
| Recorde mundial       | Recorde mundial (World record)               |                       | Recorde africano                      | Recorde africano (African) |                                           | Q | Classificado por posição (Qualified) |
| Recorde do campeonato | Recorde do campeonato (Championship record)  | Recorde da América    | Recorde da América (Americas)         | q                          | Classificado por melhor tempo (Qualified) |   |                                      |
| Melhor marca do ano   | Melhor marca do ano (World leading)          | Recorde asiático      | Recorde asiático (Asian)              | DNS                        | Não largou (Did not start)                |   |                                      |
| Recorde nacional      | Recorde nacional (National record)           | Recorde europeu       | Recorde europeu (European)            | DNF                        | Não terminou (Did not finish)             |   |                                      |
| Recorde pessoal       | Recorde pessoal do atleta (Personal best)    | Recorde da Oceania    | Recorde da Oceania (Oceania)          | DSQ / DQ                   | Desclassificado (Disqualified)            |   |                                      |
| Recorde da temporada  | Recorde da temporada do atleta (Season best) | Recorde sul-americano | Recorde sul-americano (South America) | NM                         | Sem marca (No mark)                       |   |                                      |